# جیمی باسبول
جیمی باسبول (انگلیسی: Jimmy Boswell; ۱۳ مارس ۱۹۲۲ – ۲۵ مهٔ ۲۰۱۰) بازیکن فوتبال اهل بریتانیا بود.
از باشگاه‌هایی که در آن بازی کرده‌است می‌توان به باشگاه فوتبال شفیلد ونزدی، باشگاه فوتبال گیلینگام، باشگاه فوتبال تونبریج آنجلز، باشگاه فوتبال کانتربوری سیتی، و باشگاه فوتبال ابسفلیت یونایتد اشاره کرد.